# Susinum
Susinum ofwel susinon is een parfum, gebruikt door de Grieken en Romeinen, waarin leliebloemen verwerkt zijn. Het woord susinum is afgeleid van het Oudegyptische woord voor waterlelie.

## Geschiedenis
Zowel Theophrastus als Plinius de Oudere maken melding van susinum. De ingrediënten van susinum zijn leliebloemen, behenolie (afkomstig van de Moringa oleifera), kalmoes, honing, kaneel, saffraan en mirre.

## Bereiding
De Griekse arts Paulus Aegineta heeft de bereiding van dit parfum beschreven. Eerst moet de mirre en kalmoes vijf dagen macereren in wijn, waarbij er drie keer per dag geroerd moet worden. Daarna moet dit mengsel een korte tijd gekookt worden in olie. Ten tweede moet de kardemom twee dagen macereren in water, ook hier drie keer per dag roeren. Daarna moet dit mengsel een uur gekookt worden in olie. Na filtering wordt een derde deel van de leliebloemen toegevoegd aan de olie. Na drie dagen wordt de olie weer gefilterd en een ander derde deel van de bloemen toegevoegd. Weer na drie dagen wordt de olie nogmaals gefilterd, de leliebloemen weggedaan en fijngewreven saffraan toegevoegd. Ten slotte wordt na drie dagen de kaneel aan de olie toegevoegd. In plaats van kaneel kan ook cassia worden gebruikt.